# Salto do Lontra
Salto do Lontra est une municipalité brésilienne située dans l'État du Paraná.